# ميلوس رادوسافيليفيتش
ميلوس رادوسافيليفيتش هو لاعب كرة قدم صربي في مركز الوسط، ولد في 20 مايو 1988 في سميديريفو في صربيا. لعب مع أركا غدينيا وفيكتوريا زيزكوف.